# جوش كولي
جوش كولي (بالإنجليزية: Josh Cooley)‏ هو رسام رسوم متحركة وكاتب سيناريو ومخرج وممثل أمريكي، ولد في 23 مايو 1980 في لوس أنجلوس في الولايات المتحدة.

## أعمال

### أفلام
- (2015) قلبا وقالبا[4]
- (2019) حكاية لعبة 4

## ترشيحات
- جائزة الأوسكار لأفضل كتابة، عن عمل: قلبا وقالبا

## وصلات خارجية
- جوش كولي على موقع IMDb (الإنجليزية)
- جوش كولي على موقع ألو سيني (الفرنسية)
- جوش كولي على موقع ميوزك برينز (الإنجليزية)
- جوش كولي على موقع أول موفي (الإنجليزية)
- جوش كولي على موقع بوكس أوفيس موجو (الإنجليزية)
- جوش كولي على موقع قاعدة بيانات الأفلام السويدية (السويدية)
- جوش كولي على موقع قاعدة بيانات الفيلم (الإنجليزية)
- جوش كولي على موقع كينوبويسك (الروسية)